# 강진 옥련사 목조여래좌상
강진 옥련사 목조여래좌상(康津 玉蓮寺 木造如來坐像)은 대한민국 전라남도 강진군 강진읍 만덕산에 있는 옥련사 대웅전 안에 모셔진 삼존불(三尊佛) 가운데 본존불이다. 1995년 12월 26일 전라남도의 유형문화재 제188호로 지정되었다.

## 개요
전라남도 강진군 강진읍 만덕산에 있는 옥련사 대웅전 안에 모셔진 삼존불(三尊佛) 가운데 본존불이다. 이 불상은 강진군 대구면 용운리에 있는 정수사에서 1951년에 옮겨 온 것이라고 전해진다.
사각형의 얼굴은 고개를 앞으로 숙이고 있으며, 두툼한 옷을 걸친 어깨는 각을 이루고 있어 다소 경직된 느낌을 주고 있다. 무릎 위에 올린 두 손은, 오른손은 손끝을 땅을 향하게 하고 왼손은 배꼽 부근에서 손바닥을 위로 향하게 하고 있다. 왼손은 별도로 만들어 끼운 것이며, 손목 끝부분에 ‘석가(釋迦)’라고 써서 이 불상이 석가여래를 표현한 것임을 알 수 있다.
불상 속에서 발견된 기록을 통해 이 불상은 1684년에 정수사의 16나한을 만들면서 함께 만든 것임을 알 수 있다.
개성이 없는 얼굴과 두꺼운 옷 등에서 조선 후기의 세속화된 불상 양식을 엿볼 수 있으며 만든 연대가 확실하다는 점에서 가치가 있다.

## 참고 문헌
- 강진옥련사목조여래좌상 - 국가유산청 국가유산포털